# Olivier Tchatchoua
Olivier Tchatchoua Siewe (ur. 4 kwietnia 1982 w Kamerunie), kameruński piłkarz, występuje na pozycji obrońcy.

## Kariera klubowa
Swoją karierę Olivier Tchatchoua rozpoczynał w Sable FC. Z Sable dotarł do finału Puchar Kamerunu w 2002. W latach 2003–2005 występował w Canonie Jaunde. W 2006 był zawodnikiem innego klubu z Jaunde - Impôts FC.

## Kariera reprezentacyjna
Olivier Tchatchoua ma na swoim koncie jeden występ w reprezentacji Kamerunu w 2001 roku. W tym samym roku znajdował się w kadrze Kamerunu na Puchar Konfederacji.